# Vertigella rugosa
Vertigella rugosa är en insektsart som beskrevs av Evans 1972. Vertigella rugosa ingår i släktet Vertigella och familjen dvärgstritar. Inga underarter finns listade i Catalogue of Life.